# Maury Travis
Pour les articles homonymes, voir Travis.
Maury Troy Travis (25 octobre 1965 – 10 juin 2002) est un tueur en série américain.

## Biographie
Il se suicida à la prison de St. Louis dans le Missouri après avoir été arrêté pour meurtre. Travis a tué au moins douze prostituées. Il prétendra en avoir tué dix-sept entre 2000 et 2002, dans sa maison de Ferguson. Il est arrêté après avoir envoyé un courrier électronique dans lequel il décrivait, au moyen d'une carte copiée d'un site internet, l’emplacement du corps d’une de ses victimes. Les enquêteurs ont pu déterminer que la carte utilisée provenait du site Expedia.com, ce qui leur a permis de retrouver l'adresse du tueur.

## Médiatisation
L'histoire est traitée dans l'épisode Marqué par un X de l'émission Les Enquêtes impossibles (2011), adaptation de la série documentaire américaine Forensic Files consacrée aux affaires criminelles. L'épisode X Marks the Spot (saison 7 épisode 35) est diffusé aux États-Unis le 7 juin 2003 ; en France, il est diffusé le 12 janvier 2012 sur NT1.
L'affaire a également été traitée dans A Map To Murder, numéro de la série documentaire Cold Case Files.

## Source de la traduction
- (en) Cet article est partiellement ou en totalité issu de l’article de Wikipédia en anglais intitulé « Maury Travis » (voir la liste des auteurs).